# I Brygada Ochronna Ustaszy
I Brygada Obronna Ustaszy (chor. I Ustaška Obrabena Zdrug) - jednostka wojskowa Sił Zbrojnych Ustaszy w Niepodległym Państwie Chorwackim podczas II wojny światowej

## Historia
Brygada została sformowana prawdopodobnie w styczniu 1942 r. w rejonie miejscowości Novska. W jej skład weszły dotychczasowe kompanie ochronne Milicji Ustaszy, służące jako straż w obozach koncentracyjnych. Dowódcą został gen. Slavko Skoliber, zaś od marca ppłk Frane Primorac. W I poł. 1942 r. brygada prowadziła działania blokujące siły partyzanckie w Górach Psunj. W lipcu jednostka została rozwiązana, zaś poszczególne pododdziały zasiliły nowo formowane II Brygadę Ochronną Ustaszy i 1 Ochotniczy Pułk Chorwackiej Domobrany. W styczniu - lutym 1943 r. I Brygada Ochronna Ustaszy została odtworzona. Na jej czele stanął płk Marko Pavlović. Stacjonowała w Jasenovacu, gdzie istniał obóz koncentracyjny. W I poł. lutego I batalion pod dowództwem kpt. Mato Primoraca wraz z 1 Ochotniczym Pułkiem Domobrany prowadził działania oczyszczające z partyzantów obszar Posušje-Imotski. Pod koniec 1943 r. lub na pocz. 1944 r. brygadzie został podporządkowany, sformowany w Jasenovacu, 1 Ludowy Pułk Ustaszy pod dowództwem mjr. Nikoli Vidakovicia. We wrześniu 1944 r. II batalion brygady był zaangażowany w walkach z partyzantami w rejonie Banja Luki. W styczniu 1945 r. brygada walczyła z oddziałami partyzanckimi w okolicy Sunji, które straciły ponad 60 ludzi zabitych i ponad 30 schwytanych. W poł. kwietnia silnie osłabiona walkami brygada została przeorganizowana w 30 Szturmowy Pułk Piechoty w składzie 18 Szturmowej Dywizji Chorwackiej. Dowódcą 4-tysięcznego pułku został ppłk Alarih Desković. Na pocz. maja resztki pułku wraz z innymi jednostkami chorwackimi wycofały się do południowej Austrii, gdzie poddały się Brytyjczykom. Ostatecznie Chorwaci zostali przekazani do komunistycznej Jugosławii, gdzie ich w większości wymordowano.

## Skład organizacyjny
Czerwiec 1942 r.
- dowództwo brygady - Lipik
  - kompania sztabowa
  - motorowa kompania transportowa
- I Batalion (kompanie 1 - 4) - Jasenovac
- II Batalion (kompanie 5 - 8) - Lipik-Pankrac
- III Batalion (kompanie 9 - 12) - Stara Gradiška
- IV Batalion (kompanie 13 - 16) - Lipik-Pakrac

Sierpień 1944 r.
- dowództwo brygady (Jasenovac)
  - kompania sztabowa - d-ca kpt. Josip Sudar
  - pluton żandarmerii
  - oddział szturmowy
  - pociąg pancerny
  - kolejowa służba zabezpieczenia
  - szkoła oficerska
  - kursy podoficerskie
  - kompania łączności
  - kompania wsparcia
  - pluton muzyczny
  - kompania medyczna
  - kompania weterynaryjna
- Batalion Garnizonowy "Novska" (Novska) - d-ca mjr Nikola Vidaković
- Batalion Gwardyjski (Jasenovac) - d-ca por. Leo Lončarić
- I Batalion (kompanie 1 - 4) (Novska) - d-ca mjr Krešimir Majić
- II Batalion (kompanie 5 - 8) (w polu) - d-ca mjr Miroslav Matijević
- III Batalion (kompanie 9 - 12) (Stara Gradiška) - d-ca mjr Tvrtko Krešić
- IV Batalion (kompanie 13 - 16) (Bosanska Dubica) - d-ca kpt. Miroslav Kopjar
- Grupa Mobilna (Jasenovac) - d-ca mjr Josip Mataja
  - oddział pancerny
  - kompania saperów
  - kompania przeciwpancerna
  - kompania grenadierów
  - kompania rowerowa
- Grupa Artyleryjska (Jasenovac) - d-ca mjr Ilija Grbacac
  - 1 bateria
  - 2 bateria
  - 3 bateria
  - 4 bateria
  - 5 bateria
  - 6 bateria
  - bateria przeciwlotnicza
- I Batalion Szkoleniowy (kompanie 1 - 4) - d-ca mjr Bruno Divić
- II Batalion Szkoleniowy (kompanie 5 - 8) - d-ca kpt. Ivan Fridel
- III Batalion Szkoleniowy (kompanie 9 - 13) - d-ca por. Marijan Štajduhar

Brygada liczyła ogółem 11 tys. ludzi
Marzec 1945 r.
- dowództwo brygady - Jasenovac
- I Batalion - Sunja
- II Batalion - Bosanski Novi
- III Batalion - Lepoglava
- IV Batalion - Jasenovac
- Batalion Rozpoznawczy (kompanie 1 - 4) - d-ca mjr Bruno Divić